# Geoffrey Roberts
Geoffrey Roberts (nascido em 1952) é um historiador britânico especializado em história da Segunda Guerra Mundial, mais precisamente em história diplomática e militar soviética da Segunda Guerra Mundial. É professor de história moderna na University College Cork, na Irlanda, e foi líder da Escola de História da UCC. 

## Início de carreira
Geoffrey Roberts nasceu em Deptford, sul de Londres, em 1952. Seu pai trabalhava como operário na usina local, enquanto sua mãe trabalhava como faxineira e servindo chá. Aluno da Addey and Stanhope Grammar School, deixou a escola aos 16 anos e começou sua vida profissional como funcionário do Conselho da Grande Londres. Na década de 1970, foi estudante de Relações Internacionais na North Staffordshire Polytechnic e pesquisador e estudante de pós-graduação na London School of Economics. Nos anos 80, trabalhou no Departamento de Educação da NALGO, o sindicato do setor público. 

## Atual
Roberts é membro da Royal Historical Society e ensina História e Relações Internacionais na University College Cork, Irlanda. Ele também ganhou muitos prêmios e reconhecimentos acadêmicos, incluindo uma Bolsa de Estudos Fulbright para a Universidade de Harvard e uma Bolsa de Pesquisa Sênior do Governo da Irlanda. Ele é comentarista regular de história e assuntos contemporâneos em jornais britânicos e irlandeses e colaborador do History News Service, que distribui artigos para os meios de comunicação americanos. Tem muitas aparições no rádio e na TV em seu crédito e atuou como consultor histórico de séries de documentários, como a altamente elogiada Warlords, produzida por Simon Berthon e exibida em 2005. 

## Críticas
Roberts foi criticado por Andrew Bacevich, que afirmou em uma crítica no The National Interest que Roberts é excessivamente solidário em relação a Stalin, levando a palavra da liderança soviética de forma acrítica em seus escritos, apresentando assim uma visão tendenciosa e minando significativamente a utilidade de seu bolsa de estudos. Segundo Jonathan Haslam, Roberts confia demais nos documentos editados dos arquivo soviéticos e vai longe demais em suas conclusões, tornando suas avaliações um tanto unilaterais e de modo algum contando uma história completa.

## Trabalhos
Roberts retornou à vida acadêmica nos anos 90, após a publicação de seu aclamado primeiro livro The Unholy Alliance: Stalin’s Pact with Hitler, 1989.  </br> Muitos livros e artigos se seguiram:   
- The Soviet Union and the Origins of the Second World War, 1995. ISBN 0312126034
- The Soviet Union in World Politics, 1945-1991, 1998. ISBN 0415192463ISBN 0415192463
- Victory at Stalingrad: The Battle That Changed History, 2002. ISBN 0582771854ISBN 0582771854
- Stalin’s Wars: From World War to Cold War, 1939-1953, Yale University Press, 2006. ISBN 0300112041ISBN 0300112041
- Molotov: Stalin's Cold Warrior, 2012. ISBN 9781574889451ISBN 9781574889451
- Stalin's General: The Life of Georgy Zhukov, 2012. ISBN 9781400066926ISBN 9781400066926